# Didea subalneti
Didea subalneti är en tvåvingeart som beskrevs av Claussen och Weipert 2003. Didea subalneti ingår i släktet vinkelblomflugor, och familjen blomflugor.
Artens utbredningsområde är Nepal. Inga underarter finns listade i Catalogue of Life.